# ワールド・ドリーム

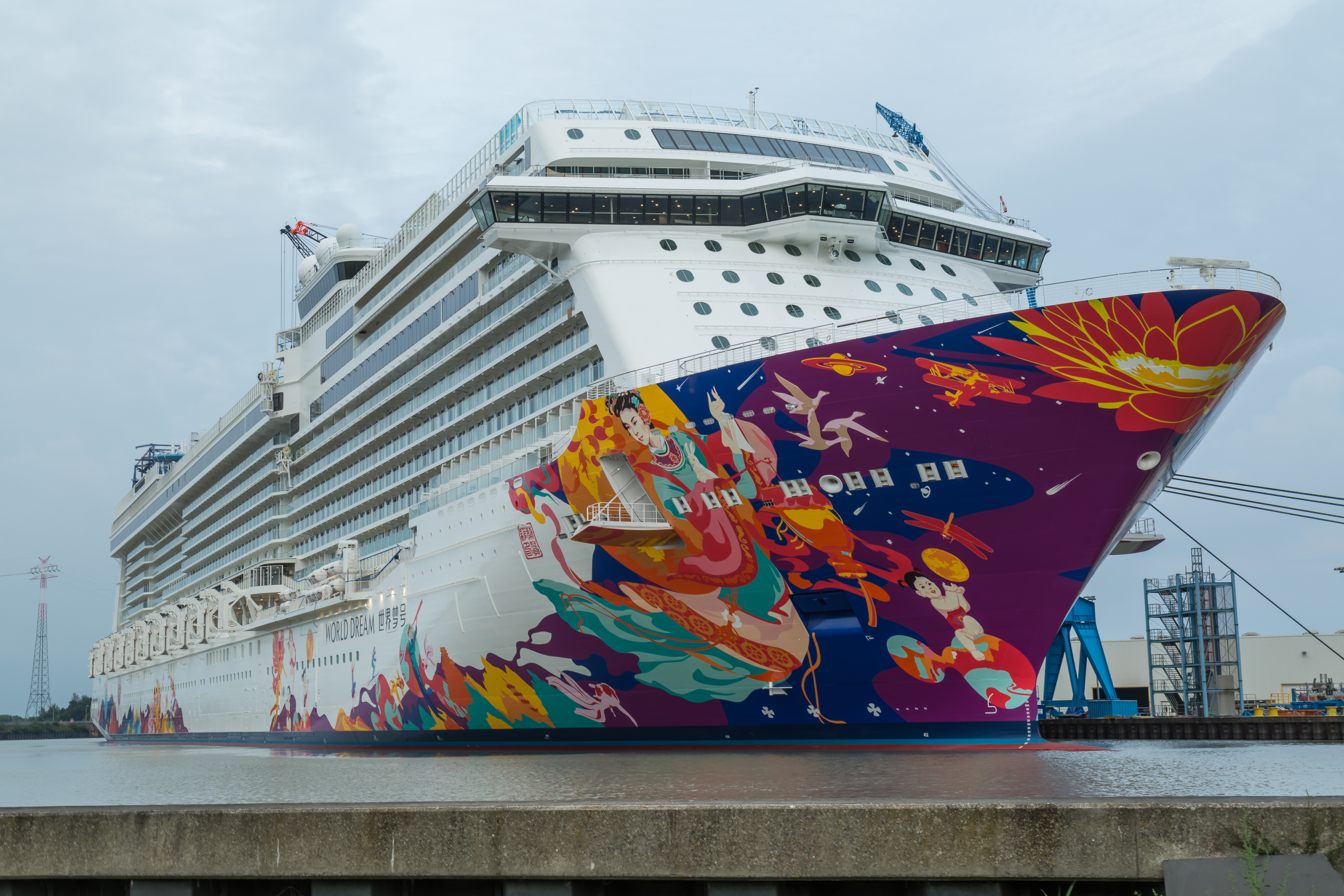
ワールド・ドリーム（2017年）

ワールド・ドリーム（英語: World Dream）は、ゲンティン香港の子会社であるドリーム・クルーズ（Dream Cruises）が運航するクルーズ客船である。本船は、アジアのクルーズ市場向けに設計されており、カジノや特注のキャビン、様々な種類のレストランが設けられている。  
2017年11月17日に、ゲンティン・グループCEOの林国泰の妻であるセシリア・リン（Cecilia Lim）によって、正式に命名された。 
2017年11月16日、ドリーム・クルーズはレゴブロックを使って、本船をモデルとした8.4メートルのミニチュアを作り上げた。レゴブロックを使ったクルーズ客船のミニチュアとしては最大のものであり、香港の啓徳クルーズターミナルに常設展示されている。

## 沿革

### 建造
2014年2月、スタークルーズで使用するために発注された。2015年7月29日に起工し、2017年8月26日に進水式が行われ、2017年10月26日に竣工した。ワールド・ドリームは、15万0,695総トン、全長335.2メートル、船幅39.7メートルである。 

### 2019新型コロナウイルスの流行に伴う香港の検疫
2019新型コロナウイルスの流行のさなか、2020年1月19から24日にかけてワールド・ドリームに乗船していた3人の中国人が、下船後に新型コロナウイルスに感染していたことがわかった。この事実が判明すると、2月4日、台湾の高雄市から本船上客の下船が拒否され、翌日の5日に香港に帰港するも、本船の乗員・上客約3,800人全員が船内で検疫を受けることとなり、隔離された。 
2020年2月9日、約1,800人の乗組員全員が受けたウイルス検査で陰性の判定が出たため、下船が認められた。乗客については、クルーズへの参加が2月2日からであり、感染者と参加が重なっていないともあり、ウイルス検査を受けずに下船が許可されている。